# Atkins (Iowa)
Atkins è una città degli Stati Uniti, situata nella Contea di Benton, nello Stato dell'Iowa.

## Geografia fisica
Atkins è situata a 41°59′41″N 91°51′40″W (41.994599 -91.861232). La città ha una superficie di 2,10 km² interamente coperti da terra. Atkins è situata a 260 m s.l.m.

## Società

### Evoluzione demografica
Al censimento del 2010 Atkins contava 977 abitanti e 275 famiglie. La densità di popolazione era di 465,24 abitanti per chilometro quadrato. Le unità abitative erano 369, con una media di 175,71 per chilometro quadrato. La composizione razziale contava il 99,69% di bianchi e lo 0,10% di nativi americani.